# 希尼克湖
61°43′59″N 097°40′00″W / 61.73306°N 97.66667°W
希尼克湖是加拿大的湖泊，位於該國北部，處於哈德森灣以西150公里，由努納武特基瓦里奇地區負責管轄，長65公里、寬15公里，面積513平方公里，集水區面積7,140平方公里，海拔高度184米。